# Тэйлор, Мартин
Мартин Тэйлор (англ. Martin Taylor; род. 9 ноября 1979, Ашингтон, Нортамберленд, Англия) — английский футболист, защитник. Шесть лет отыграл за «Блэкберн Роверс», семь — за «Бирмингем Сити», четыре — за «Уотфорд», обладатель Кубка Английской лиги.

## Клубная карьера

### Блэкберн Роверс
Тейлор родился в Ашингтоне, Нортамберленд, и обучался в средней школе Крэмлингтон. Он играл в футбол за «Крэмлингтон Джуниорс» до перехода в Блэкберн Роверс: в начале сезона 97/98 17-летний Тейлор подписал свой первый профессиональный контракт.
Аренды в «Дарлингтон» и «Стокпорт Каунти» помогли Тэйлору обрести уверенность в своих силах, и в мае 2001 года он сыграл свой первый и единственный матч за сборную Англии до 21 года, заменив в перерыве Джона Терри в товарищеском матче против Мексики. На чемпионат Европы 2002 года среди молодежи Тэйлор был вызван, чтобы заменить травмированного Ледли Кинга, но не сыграл ни единого матча.
Кроме того, в 2002 году, Тэйлор отыграл за Блэкберн несколько матчей в Кубке Лиги, кульминацией которого стала победа 2-1 в финале над «Тоттенхэм Хотспур».
Менеджер «Блэкберна» Грэм Сунесс чувствовал, что Тэйлор был способен вырасти в сильного защитника, но долгое время считал, что без более агрессивного подхода к игре — рост Тэйлора 1.93 м, за свои габариты он получил от товарищей по команде шутливое прозвище Tiny («крошка»), — он не сможет реализовать весь свой потенциал. Тэйлор рассматривался в качестве потенциальной замены для защитников Хеннинга Берга и Крейга Шорта, но, как только Берг покинул клуб, Сунесс подписал Лоренцо Аморузо, а затем оформил аренду Маркуса Баббеля, потому что чувствовал, что «Блэкберн» нуждается в опытных центральных защитниках.
В январе 2004 года Сунесс, нуждаясь в деньгах для новых трансферах, согласился продать Тэйлора в «Бирмингем Сити» за 1,25 млн фунтов.

### Бирмингем Сити
2 февраля 2004 года Тэйлор подписал контракт с «Бирмингем Сити» на три года. Бывшие товарищи по «Блэкберну» Дэвид Данн и Дамьен Джонсон помогли ему быстро влиться в коллектив. Роб Келли, в будущем директор молодежной академии «Блэкберна», заявил в интервью, что работа Тэйлора с тренером «Бирмингема» Стивом Брюсом должна помочь игроку проявить свой нереализованный потенциал.
Тэйлор дебютировал в «Бирмингеме» в победном 3-0 матче с «Эвертоном», а в следующей игре против «Мидлсбро» он забил свой первый гол в лиге за клуб. Будучи не в состоянии вытеснить из состава кого-либо из связки центральных защитников Мэттью Апсон — Кенни Каннингем, он регулярно играл в оставшейся части сезона, но не на своей наиболее комфортной позиции, в основном на правом фланге обороны. Когда Брюс приглашал Тэйлора в «Бирмингем», он упомянул о способности игрока играть на любой позиции в защите, эта универсальность делала Тэйлора идеальным кандидатом на роль резервного игрока на случай травмы кого-либо из основных защитников.
В сезоне 2004/05 хорошая форма Апсона и Каннингема, а также приход голландца Марио Мельхиота из «Челси», существенно ограничили игровое время Тэйлора. Во второй половине сезона 2005/06 он сыграл несколько матчей в период травмы лодыжки Апсона

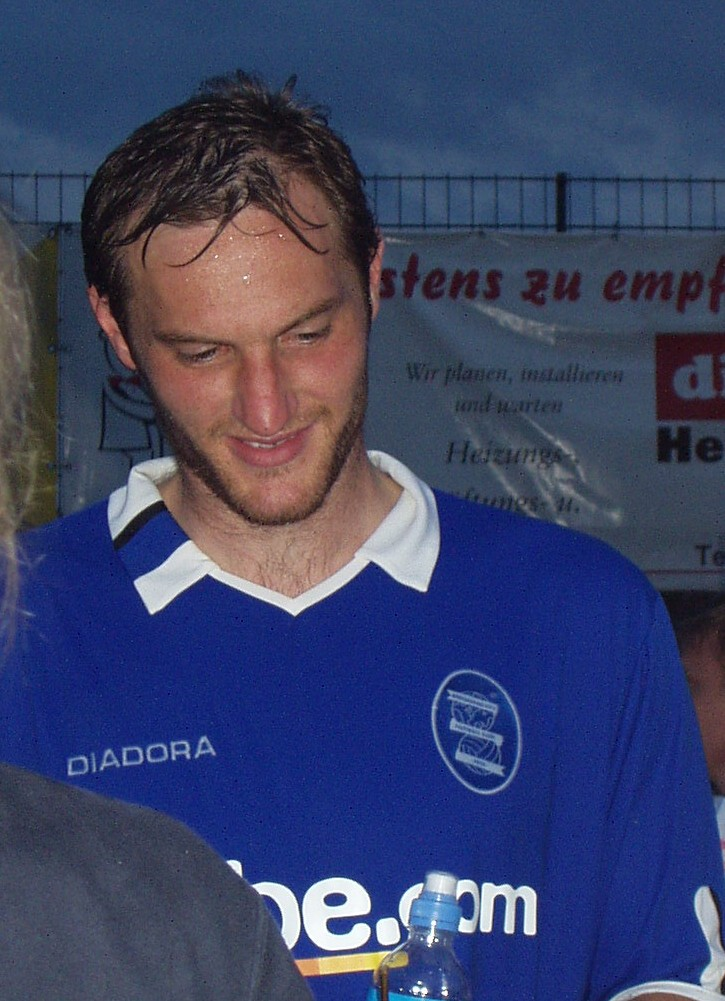
Тэйлор в Бирмингем Сити, 2004

Уход Каннингема и Мельхиота после вылета «Бирмингема» из Премьер-лиги, а также тяжелая травма Апсона, могли позволить Тэйлору стать основным защитником клуба в паре с новичком Бруно Н’Готти. Но Брюс пригласил тунисца Радхи Жаиди и предпочел Оливье Тебили в основе, пока Жаиди набирал форму. Травма Н’Готти оказалась катализатором подъема в судьбе Тэйлора. Он получил капитанскую повязку после того, как Дамьен Джонсон сломал челюсть, и его связка в центре обороны с Жаиди помогла «Бирмингему» уверенно финишировать в Чемпионшипе в сезоне 2006/07. В знак признания его ценности для клуба в апреле 2007 года с ним подписали новый трехлетний контракт с возможностью продления ещё на два года.

### Норвич Сити
«Бирмингем Сити» вернулся в Премьер-лигу в сезоне 2007/08, и обострившаяся конкуренция за место в основе привела к тому, что Тэйлор не играл в течение первых двух месяцев сезона. 1 ноября 2007 года он перешёл в аренду в «Норвич Сити» на один месяц. В своей дебютной игре против «Ипсвич Таун» три дня спустя Тэйлор сыграл важную роль в первом голе своей команды: его навес защитник «Ипсвича» Оуэн Гарван преобразовал в автогол. Тэйлор забил в матче против «Блэкпула» и добавил прочности задней линии «Норвича». Хотя «Норвич» рассчитывал продлить аренду, это оказалось невозможным, и Тэйлор вернулся в «Бирмингем».
После прихода Алекса Маклиша на пост тренера «Бирмингема» Тэйлор попросил о трансфере. Клуб принял предложение «Куинз Парк Рейнджерс» о трансфере Тэйлора за £ 1,25 млн, но игрок отверг его. Тем не менее, травмы Рафаэла Шмитца, отъезд Жаиди на матчи за сборную и неудачи Маклиша в подписании новых защитников дали Тэйлору шанс. В январе 2008 года он сыграл ничейной игре против «Дерби Каунти». Он удержал своё место в основе в следующем матче, несмотря на возвращение Шмитца и Жаиди, и впечатляющая форма Тэйлора позволила ему оставаться в основе до конца сезона.

### Инцидент с Эдуардо
23 февраля 2008 года на третьей минуте домашнего матча «Бирмингема» против «Арсенала», Тэйлор совершил фол на хорватском нападающем Эдуардо да Силва, в результате которого Эдуардо получил открытый перелом левой малоберцовой кости и открытый перелом левой лодыжки. Эдуардо получал помощь на поле в течение семи минут, прежде чем лёг на операционный стол в местной больнице и переведён в лондонскую больницу на следующий день. Травма была настолько страшной, что Sky Sports, ведшая трансляцию матча, решила не показывать повторы инцидента. Тэйлор был удалён с поля.
В своём послематчевом интервью тренер «Арсенала» Арсен Венгер призвал пожизненно дисквалифицировать Тэйлора, но позже в тот же день признал, что эти слова были сказаны в запале. Вскоре после матча «Бирмингем» выступил с заявлением, утверждая отсутствие у Тэйлора злого умысла и его душевные страдания, а также пожелав Эдуардо скорейшего выздоровления. Капитан сборной Хорватии Нико Ковач назвал «зверским» поведение Тэйлора, а в интернете стали появляться угрозы в адрес игрока. Тренер «Бирмингема» Алекс Маклиш и нападающий Арсенала Никлас Бендтнер, бывший товарищ Тэйлора по команде, настаивали, что он никогда не был грубым игроком.
По личной просьбе президента Зеппа Блаттера председатель дисциплинарного комитета ФИФА рассмотрел дело о дисквалификации Тэйлора, однако Футбольная федерация Англии не стала увеличивать трёхматчевый срок дисквалификации, поскольку не увидела в действиях игрока умысла.

### Уотфорд
Тейлор присоединился к клубу Чемпионшипа «Уотфорд» на правах свободного агента 29 января 2010 года, подписав контракт на два с половиной года. Он дебютировал за «Уотфорд» 2 февраля, отыграв все 90 минут против «Шеффилд Юнайтед». «Уотфорд» выиграл матч со счетом 3-0, а Тэйлор помогая команде одержать первую «сухую» победу за последние два месяца. Тэйлор забил свой первый гол за «Уотфорд» в победном 2-0 матче с «Бристоль Сити» на следующей неделе.
После ухода защитник Джея Демерита Тейлор и Эдриан Мариаппа стали основной связкой центральных защитников в сезоне 2010/11. Несмотря на борьбу с травмой в конце сезона, Тэйлор отыграл все 46 матча «Уотфорда». Он также отыграл ещё три игры в других турнирах и забил шесть голов. Тэйлор занял второе место в голосовании за Игрока сезона клуба «Уотфорд», уступив лучшему бомбардиру турнира Дэнни Грэму.
Тэйлор забил свой первый гол в сезоне 2011/12 28 августа, в закончившемся 2-2 матче против бывшего клуба «Бирмингем Сити». В октябре он вывихнул ключицу после столкновения во время домашнего матча против «Кристал Пэлас» и пропустил три месяца. Его возвращение было отложено, когда он сломал палец на ноге в товарищеской игре в январе 2012 года. В конце концов он вернулся в строй к матчу с «Вест Хэм Юнайтед» в начале марта, выйдя на замену после травмы Дейла Беннетта. В конце сезона Тэйлор подписал новый однолетний контракт с «Уотфордом».

### Шеффилд Уэнсдей
31 августа 2012 года Тэйлор подписал двухлетний контракт с клубом Чемпионшипа «Шеффилд Уэнсдей». Он сыграл всего тринадцать матчей в своем первом сезоне, последним из которых стал матч в феврале 2013 года против бывшего клуба «Бирмингем Сити».
Тэйлор не играл целый месяц в начале сезона 2013-14 и ушёл в месячную аренду в клуб Лиги 1 «Брентфорд» 10 сентября. Он дебютировал за клуб 14 сентября в матче против «Транмир Роверс» и забил уже на второй минуте, побив клубный рекорд по самому быстрому голу в дебютном матче. «Брентфорд» выиграл 4-3. Он снова забил в своем третьем матче, чем помог клубу одержать победу над «Ковентри Сити» 2-0. Аренда Тэйлора была продлена на второй месяц, в течение которого он потерял место в основе и вернулся в «Шеффилд», сыграв ещё пять матчей и один раз выйдя на поле в Кубке футбольной лиги. В конце сезона Тэйлор был отпущен клубом на правах свободного агента, а затем объявил о прекращении карьеры.

## Достижения
«Блэкберн Роверс»
- Кубок Английской лиги: 2002